# Chalinolobus gouldii
Chalinolobus gouldii är en fladdermusart som först beskrevs av Gray 1841.  Chalinolobus gouldii ingår i släktet Chalinolobus och familjen läderlappar. IUCN kategoriserar arten globalt som livskraftig. Inga underarter finns listade i Catalogue of Life.
Artepitet i det vetenskapliga namnet hedrar den britiska naturforskaren John Gould.
Denna fladdermus förekommer i nästan hela Australien, inklusive Tasmanien och flera mindre öar. Arten saknas bara på Kap Yorkhalvön. Den vistas i låglandet och i bergstrakter upp till 1500 meter över havet. Habitatet utgörs bland annat av skogar, av mera öppna regioner med träd, av buskskogar och av öppna landskap.
Individerna vilar i trädens håligheter och i gömställen som skapades av människor. Honor är cirka tre månader dräktig och sedan föds oftast en unge.

## Bildgalleri

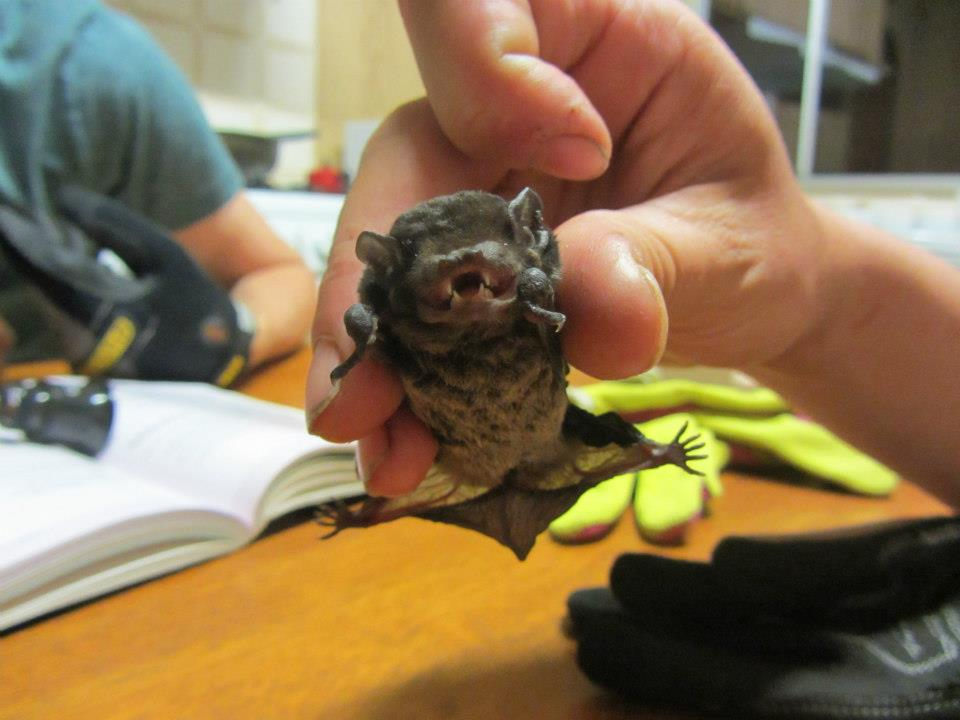
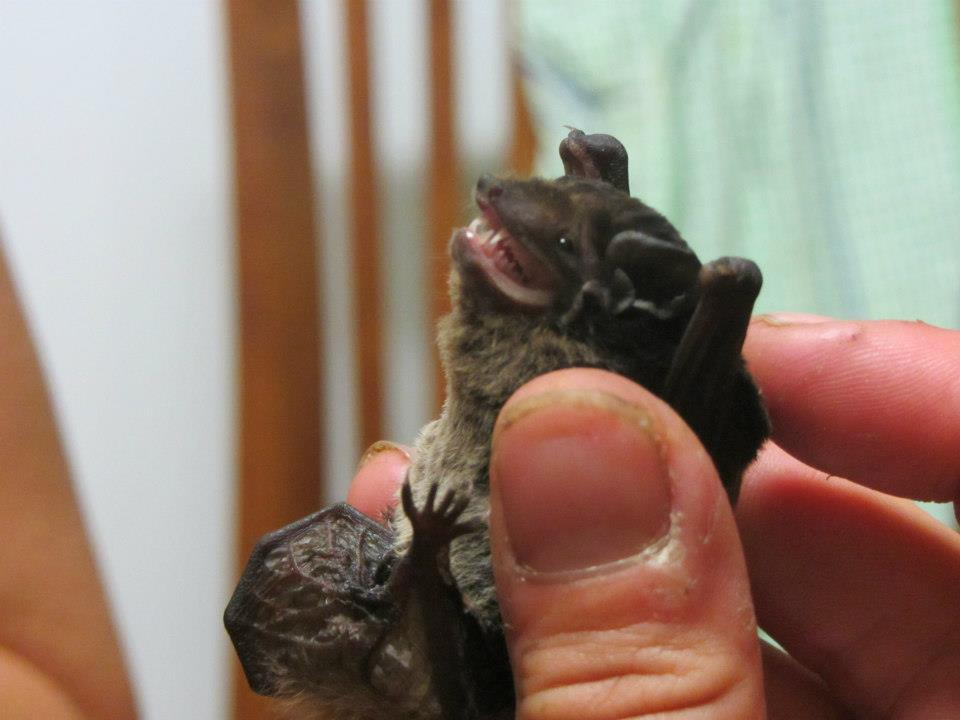